# Province de Battambang
Pour ville du même nom, voir Battambang.
La province de Battambang, parfois appelée Batdambang, est une province du nord-ouest cambodgien.

## Étymologie et mythologie
Son nom veut dire littéralement « perdre le bâton » en khmer. Si plusieurs significations existent, celle se rapportant à la légende locale de Preah Bat Dambang Kranhoung semble être la plus répandue.
L’histoire aurait débuté à la mort du roi Sankhacakr, lorsque son fils lui aurait succédé sous le nom de Preah Cakrabatradhiraj Parampabitr et qu’il aurait ordonné de couper du bois en vue de construire un pavillon pour la crémation du corps de son père. 
Parmi les bûcherons, se trouvait un homme qui voulait faire cuire du riz et n’ayant pas de cuillère pour le remuer, utilisa une branche de Rokar. Tout à coup, le riz devint noir, mais comme il avait très faim, il décida néanmoins de le manger. Cela le rendit si fort qu’il put briser une branche de Chheutal qui trainait par terre. Voyant cela, beaucoup de bûcherons vinrent lui faire acte d’allégeance. Il coupa le tronc d’un Kranhoung dont il fit un gourdin qui allait devenir son arme personnel. De là, il gagna son surnom de Dambang Kranhoung. Il devînt arrogant et voulut s’emparer du trône. Apprenant cela, le roi ordonna à plusieurs reprises à ses soldats de le combattre, mais en vain. Tous les guerriers capitulaient devant Dambang Kranhoung. Le roi, désespéré, tomba malade et mourut à l’âge de 49 ans. 
L’ancien bûcheron lança ses troupes sur la ville, prit possession du trône et régna sur l’ensemble du territoire sous le nom royal de Gottam Amar Devaraj. Il demanda à ses soldats de rechercher tous les membres de l’ancienne famille royale, de les arrêter et de les tuer en les faisant brûler vifs. Padum Kumar, 13 ans, le plus âgé des fils, s’enfuit au plus profond de la forêt et devint moine. Il obtiendra plus tard des pouvoirs magiques. La reine, enceinte, se réfugia parmi une communauté villageoise éloignée et vécut avec Ta Gahe. Le second fils, Siri Kumar, 5 ans, qui s’était enfui avec sa nourrice, fut capturé et jeté dans le feu. Alors que le soir pointait, un soldat, pris de compassion, le retira des flammes et le cacha dans la forêt. Siri Kumar n’était pas mort mais brûlé. Plus tard, des moines vinrent dans la forêt, le virent et l’aidèrent à se rétablir. Siri Kumar ne pouvait pas marcher car il avait dû être amputé des bras et des jambes. Les moines qui l’avaient soigné le surnommèrent Bramm Kil, alors que les autres personnes le surnommèrent Banhea Kraek. L’ancienne reine qui vivait avec Ta Gahe donna naissance à un bébé qui avait le symbole d’une roue dans les paumes de ses deux mains. 
Les astrologues royaux avaient prédit que le roi Dambang Kranhoung ne pourrait régner que 7 ans 7 mois et 7 jours. Il ne restait plus que sept jours avant la fin du règne. Un homme prédestiné devait venir et s’emparer du trône. Le roi affirma qu’il tenterait de tuer l’homme avec son bâton mais que s’il ne pouvait pas le faire, il accepterait sa défaite et cèderait son royaume pour éviter que le malheur ne s’abatte sur sa personne. Le jour de la prédiction approchait et tout le monde attendait la venue de l’être prédestiné. Bramm Kil se reposait à l’écart lorsqu’un vieux brahmane à cheval lui apparut, transportant avec lui du riz, de l’eau et un grand sac contenant des habits royaux et une couronne. Il lui annonça : « Tu ne peux voir l’homme prédestiné ; je te demande de prendre mon cheval et toutes ces choses. Si tu as faim, tu peux manger le riz et boire l’eau. Je vais rencontrer l’homme prédestiné et revenir t’en faire une description. » Sur ces entrefaites, le brahmane lui confia les rênes du cheval et s’en alla. Peu après, l’équidé se leva et tira violemment le bras de Bramm Kil qui, sous l’effet du choc se reforma. Il fit de même pour le second bras. Le prince attacha alors les rênes à ses jambes qui sous la poussée du cheval se reformèrent également. Il mangea le riz et but l’eau, comme le lui avait recommandé le brahmane. Il sentit alors une force surhumaine envahir son corps et revêtit les habits royaux et la couronne. Il devint aussi beau qu’Indra. Il en déduisit qu’il était l’homme prédestiné et monta sur le cheval qui le conduisit au palais royal. 
Le roi Dambang Kranhoung, qui attendait l’évènement, voyant arriver Bramm Kil dans les airs lui lança son gourdin pour le tuer, mais manqua sa cible. Le bâton retomba et forma un ruisseau nommé O Dambang, pour finalement se perdre dans une région reculée qu’un des rois suivants ordonna de nommer « province de Battambang ». Le roi Dambang Kranhoung fit de son côté une déclaration publique par laquelle il annonçait qu’il abdiquait au profit de Bramm Kil et se retira au Laos.
Aujourd’hui encore, une statue en l’honneur de ce géant trône à l’entrée de la capitale provinciale.

## Histoire
Une présence humaine est attestée dans la région depuis le Ve millénaire av. J.-C., avec notamment les grottes de Leang Speang.
Si aucune stèle des périodes préangkorienne et angkorienne comportant le terme Battambang n’a à ce jour été découverte, le Mohachun Khmer prétend que l’expression Srok Battambang, qui signifie littéralement  « région de Battambang », est utilisée depuis l’époque d’Angkor.
Pendant les ères préangkorienne et angkorienne, la région au nord et au nord-ouest du Tonlé Sap était occupée par les territoires d’Amogha Boreak et Bhima Boreak. À l’époque d’Angkor, le domaine d’Amogha Boreak était très prospère, grâce aux terres si fertiles que les récoltes de riz, de fruits et de légumes donnaient d’excellents rendements. L’existence de nombreux vieux temples dans la région témoigne d’importantes installations de communautés khmères. Si l’on excepte ceux construits par des dignitaires et qui étaient destinés à l’adoration des divinités du bouddhisme et de l’hindouisme, ces temples ont quasiment disparu aujourd’hui.
Du XVe au XVIIIe siècle, la région fut occupée par les armées siamoises qui forcèrent les habitants à quitter leurs terres.
En 1779, à la suite d'un de ces troubles dont le Cambodge était alors coutumier, le roi Ang Non II est assassiné par un groupe de hauts dignitaires menés par un dénommé Chafoa Ben. Les conspirateurs placent sur le trône Ang Eng, fils de Outey II, prédécesseur de Ang Non II et alors âgé de six ans. Toutefois, des dissensions apparaissent très vite qui obligent Ben à s'enfuir avec le jeune roi à Bangkok et à revenir à la tête d'une armée siamoise qui replace Ang Eng à Oudong. Ben se retire alors à Battambang dont il administre le territoire pour le compte du roi du Siam. À sa mort, l'administration de la province passe à un de ses fils, faisant de Battambang une sorte de principauté héréditaire. Le territoire reste toutefois sous la tutelle du Siam et prend le nom de province de Phra Tabong.
Cette situation perdurera bien après l'arrivée des Français au Cambodge et sera officiellement avalisée par le traité franco-siamois du 15 juillet 1867, qui cédait le territoire au Siam en échange du renoncement de celui-ci à son protectorat de fait sur le reste du Cambodge. Le roi Norodom, de son côté, désapprouve avec véhémence cette cession et affirme qu'il refuse d'adhérer « à un traité fait en mon nom sans ma participation et réserve pour moi et mes descendants tous mes droits sur ces provinces ». Jusqu'à sa mort, il ne manquera aucune occasion pour réclamer la restitution de ce territoire alors qu'en 1900, lors d'un voyage en France, son fils Yukanthor n'hésitera pas à présenter Battambang et Angkor comme l'« Alsace-Lorraine cambodgienne ».
Cette concession à un gouvernement de Bangkok en position de faiblesse peut surprendre, mais est motivée par deux éléments principaux. Le premier était que l'objectif principal des Français en Indochine était de consolider leurs positions le long du Mékong dont ils espéraient toujours faire une voie navigable jusqu'au cœur de la Chine et ne désiraient pas s'embarrasser d'un nouveau foyer de troubles potentiels à pacifier. Le second était lié à l'habileté des négociateurs siamois qui, devant les difficultés des tractations au niveau local, décidèrent d'envoyer une délégation à Paris et à traiter directement avec le Quai d'Orsay, peu au fait des subtilités régionales et purent conserver Battambang en échange de l'abandon de secteurs qu'ils avaient en fait déjà perdus militairement.

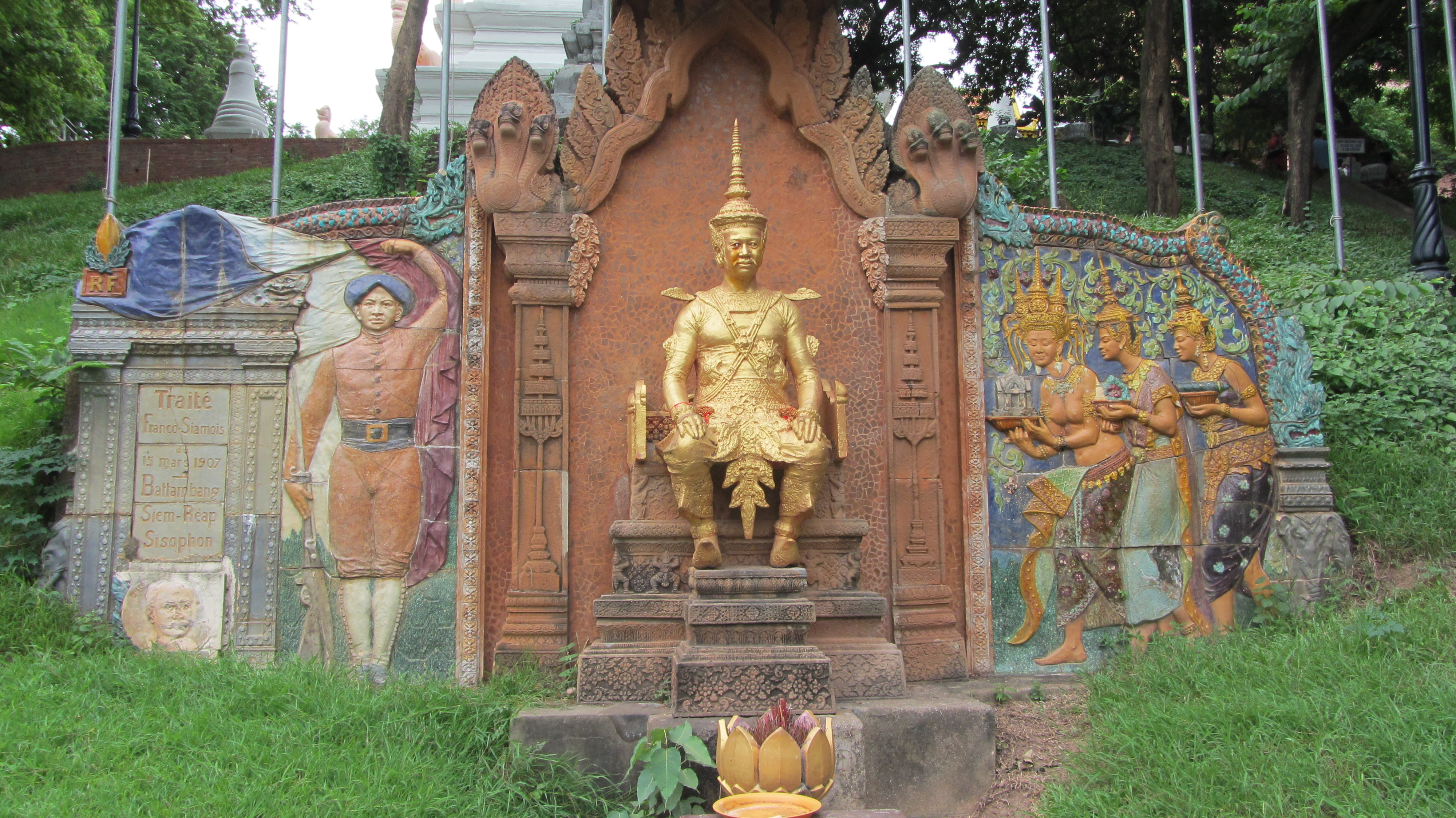
Sculpture de Wat Phnom commémorant le traité franco-siamois de 1907 avalisant la rétrocession des provinces de Battambang, Siem Reap et Sisophon au protectorat français du Cambodge.

Mais les choses changeront rapidement, notamment quand en 1868, l'expédition d'Ernest Doudart de Lagrée conclut à l'impossibilité d'utiliser le Mékong pour naviguer jusqu'en Chine. Le désir alors de récupérer les riches plaines rizicoles de Battambang et les temples d'Angkor se fit jour et fit avec le temps de plus en plus d'adeptes. Un autre traité est signé le 3 octobre 1893, par lequel le Siam s'engage à ne plus faire stationner de troupes sur le territoire de Battambang et autorise les ressortissants français à circuler librement et à y faire commerce. Le 13 février 1904, à la suite d'un nouveau traité, une commission est mise en place, chargée de délimiter la frontière entre le Siam et les pays de l'Indochine française. Elle est dirigée du côté français par le commandant Fernand Bernard, qui, s'il n'a pas été initié aux circonvolutions du jeu diplomatique, possède une bonne connaissance du terrain allié à un certain bon sens. Il fait remarquer l'incohérence du tracé prévu, rattachant au protectorat des régions quasi exclusivement peuplées de Thaï. Il propose donc d'échanger le territoire de Battambang contre ceux de Trat et Dan Sai (actuellement dans la province thaïlandaise de Loei). Le traité du 23 mars 1907 entérine ce changement et valide le retour au Cambodge des provinces de Battambang, Siem Reap et Sisophon. Cette réintégration était officialisée le 18 juillet de la même année par la visite du roi Sisowath dans les territoires retrouvés.
Pour commémorer ce retour de Battambang au Cambodge, une stèle fut érigée, représentant un soldat français d’un côté et de l’autre, trois déesses symbolisant les trois provinces retrouvées. Ce monument trône aujourd’hui encore à Phnom Penh, à côté de l’horloge florale de Wat Phnom.
L'administration coloniale transforma la capitale provinciale en rasant les habitations traditionnelles en bois et en les remplaçant par des constructions en dur. Elle améliora aussi les infrastructures en reliant la ville à Phnom Penh par la route et par le rail.
De son côté, dès le 6 décembre 1907, le roi Sisowath avait avalisé la division de la région en 3 provinces, à savoir Battambang, Siem Reap et Sisophon. En 1925, la zone fut redécoupée en 2 provinces, Battambang et Siem Reap, avec Battambang comprenant deux districts : Battambang et Sisophon. En 1940, Battambang comprenait 7 districts, à savoir Battambang, Sangkae, Moung Ruessei, Mongkol Borei, Tœuk Cho, Sisophon et Bei Thbaung.

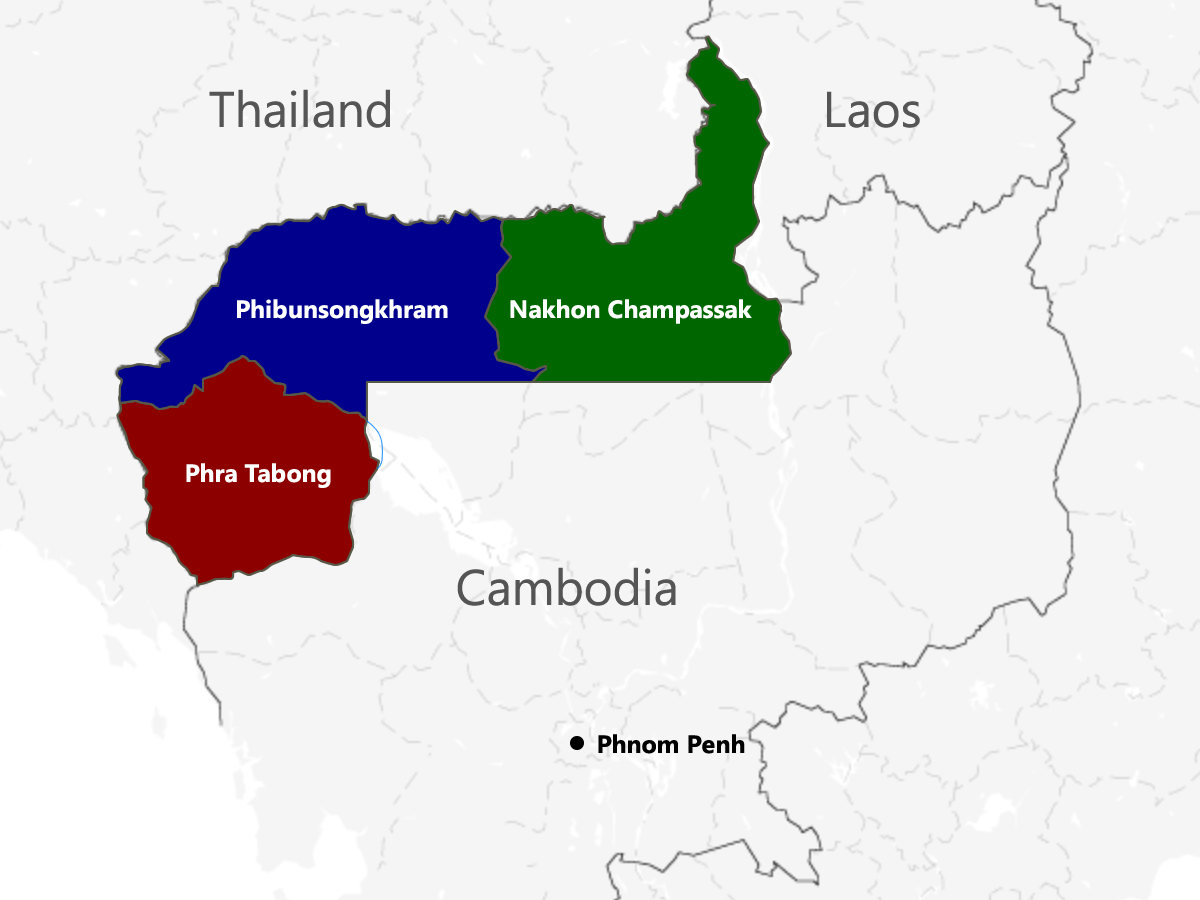
Les territoires annexés dans les années 1940 par la Thaïlande : en rouge la province thaïlandaise de Phra Tabong dont fait partie Battambang.

En 1941, profitant de l’affaiblissement de la France et avec l’aide du Japon, la Thaïlande reprit les territoires qu’elle avait dû céder en 1907. Dans le même temps, un millier de prisonniers de guerre alliés de diverses nationalités furent utilisés avec des habitants locaux pour reconstruire la route no 5 qui relie Phnom Penh à Battambang. De plus, une campagne musclée de « thaïsation » fut entreprise dans la région afin de détruire les traces de culture khmère.
Sous la pression de la communauté internationale, la Thaïlande dut rendre les territoires en 1947. Depuis, même si la région est retournée au Cambodge, l’influence thaïlandaise demeure et aujourd’hui encore, le baht reste une monnaie très populaire.
Toutefois, la fin de la Seconde Guerre mondiale conduit à l’émergence de courants indépendantistes et la France doit bientôt quitter les lieux. Alors qu’en mai 1953, l’administration de Poipet est créée et dépend de Sisophon qui est scindé en deux districts, Sisophon et Banteay Chhmar, le gouvernement du prince Norodom Sihanouk veut développer la région de Battambang pour en faire non seulement un centre d’activités commerciales et industrielles, mais aussi un lieu d’échange entre la Thaïlande et Phnom Penh. Les infrastructures s’améliorent ; les canaux sont comblés, les écoles et autres établissements universitaires sortent de terre, la voie ferrée est prolongée jusqu’à Pailin et la capitale provinciale est dotée d’un aéroport.
En mars 1965, Poipet devient le district d’Ou Chrov. En juillet de la même année, le district de Koas Krala est créé d’une scission de celui de Moung Ruessei. En mars 1966, un nouveau district, celui de Thma Puok, est créé, alors que celui de Banteay Chhmar est incorporé à la province d’Otdar Mean Cheay, nouvellement créée.
C’est aussi dans cette province, plus précisément à Samlaut, qu’eurent lieu, le 2 avril 1967, les premières escarmouches qui allaient déboucher, 8 ans plus tard, à la prise du pouvoir par les khmers rouges. Des vétérans de la première guerre d’Indochine et des militants communistes locaux qui agissaient indépendamment de leur comité central, tuèrent des soldats qui avaient été envoyés pour collecter les récoltes. La pratique, appelée « ramassage du paddy », était de forcer les paysans à leur vendre les grains à bas coût, pour les empêcher de les céder au prix fort, et sans payer de taxe, à des marchands vietnamiens. Les troubles s’étendirent rapidement à l’ensemble de la province. Les émeutiers prirent confiance et dérobèrent les fusils sur les corps des victimes avant d’aller brûler des bâtiments administratifs. La répression, conduite par Lon Nol, alors gouverneur de la province, fut sanglante et beaucoup de ceux qui purent en réchapper allèrent renforcer les maquis communistes. Trente ans plus tard, le district de Samlaut était toujours une place forte khmère rouge.
En 1970, alors que la guerre civile s’était étendue à l’ensemble du pays, la route qui reliait Phnom Penh à Battambang devint un des objectifs prioritaires de la guérilla qui voulait ainsi couper la capitale de sa principale source d’approvisionnement en riz.
Toutefois, lorsque le régime khmer rouge prend le contrôle de l’ensemble du pays en avril 1975, il fera payer cher à la province d’avoir conservé l’essentiel de son territoire sous contrôle républicain. Les principaux représentants du gouvernement de Lon Nol et les officiers furent invités à se rendre dans la capitale provinciale en tenue d’apparat afin d’être convoyés à Phnom Penh pour aller « accueillir Samdech Euv » qui devait rentrer de Pékin. En réalité, l’ancien monarque ne foulera le sol cambodgien qu’en septembre et au lieu de la capitale cambodgienne ils furent emmenés sur le site de Phnom Tippeday, dans le district de Moung Ruessei où ils furent exécutés. Les sous-officiers furent également regroupés et conduit au nord de Battambang où ils furent fusillés à Thma Koul. Les petits fonctionnaires, les simples soldats et leurs familles furent quant à eux emmenés dans le district de Banon où ils furent affectés à la construction d’un barrage monumental à Kamping Puoy. Les pertes furent énormes, dues aux mauvais traitements et aux privations en tout genre ; le projet sera finalement arrêté au bout d’une année et les survivants seront reversés dans les communes avoisinantes.
Si l’armée vietnamienne et ses alliés investirent la région dès le 13 janvier 1979, elle fut encore pendant plus d’une dizaine d’années le théâtre de troubles entre le gouvernement installé à Phnom Penh et les partisans de Pol Pot. Cette instabilité perdurera jusqu’au ralliement des Khmers rouges de la zone, en 1996.
En attendant, trois nouveaux districts (Banan, Bavel et Aek Phnom) virent le jour en 1986, portant leur nombre à 12, plus une municipalité. Toutefois, dès 1988, la région se trouva amputée de 5 districts qui furent intégrés à la nouvelle province de Banteay Mean Chey. En 1996, à la suite des accords liés à la reddition du chef khmers rouges Ieng Sary, la province perd la ville de Pailin qui accède au statut de municipalité autonome, mais crée dans le même temps 4 nouveaux districts (Samlaut, Kamrieng, Phnum Proek, Sampov Loun) issus d’une réorganisation interne. En 2000, le district de Koas Krala est à son tour établi, fruit d’une scission de celui de Moung Ruessei.

## Géographie
L’altitude moyenne est de 50 mètres. La province est bordée au nord par celle de Banteay Mean Chey, à l’est et au sud par celle de Pouthisat et le lac Tonlé Sap, enfin à l’ouest par la Thaïlande et la municipalité autonome de Pailin.
La capitale provinciale est sur la route nationale no 5 et la voie ferrée (désaffectée à ce jour) qui relient Phnom Penh à la Thaïlande.

## Climat
Le Cambodge est soumis à un climat tropical de moussons. Pendant la saison des pluies, le Mékong grossit et se déverse dans le Tonlé Sap, triplant la taille du lac. Durant la saison sèche, les vents faiblissent et la température augmente.
On peut distinguer trois saisons :
- saison des pluies : de juin à octobre (< 31 °C)
- saison froide : de novembre à février (> 26 °C)
- saison sèche : de mars à mai (de 28 à 35 °C)

## Administration
Les 13 districts de la province se répartissent comme suit :
| Code  | District       | Khmer    | Signification, | Communes |
| ----- | -------------- | -------- | --- | --- |
| 02-01 | Banon          | បាណន់      | Raccourci probable de Preah Nanda "temple joyeux" ou Pa Nanda "ancêtre joyeux", nanda : "joie, bonheur" en sanskrit | Kantueu Muoy, Kantueu Pir, Bay Damram, Chheu Teal, Chaeng Mean Chey, Phnum Sampov, Snoeng, Ta Kream                        |
| 02-02 | Thma Koul      | ថ្មគោល     | "Pierre (servant de) borne"                                                                                         | Ta Pung, Ta Meun, Ou Ta Ki, Chrey, Anlong Run, Chrouy Sdau, Boeng Pring, Kouk Khmum, Bansay Traeng, Rung Chrey             |
| 02-03 | Battambang     | ក្រុងបាត់ដំបង | "Perdre le bâton"                                                                                                   | Tuol Ta Aek, Preaek Preah Sdach, Rotanak, Chamkar Samraong, Sla Kaet, Kdol Doun Teav, Ou Mal, Voat Kor, Ou Char, Svay Pao  |
| 02-04 | Bavel          | បាវិល      | | Bavel, Khnach Romeas, Lvea, Prey Khpos, Ampil Pram Daeum, Kdol Tahen                                                       |
| 02-05 | Aek Phnum      | ឯកភ្នំ     | "Première montagne", eka : "un, premier" en sanskrit                                                                | Preaek Norint, Samraong Knong, Preaek Khpob, Preaek Luong, Peam Aek, Prey Chas, Kaoh Chiveang                              |
| 02-06 | Moung Ruessei  | ម៉ោងឬស្សី    | "Massue de bambou", nom lié à la légende de Battambang                                                              | Moung, Kear, Prey Svay, Ruessei Krang, Chrey, Ta Loas, Kakaoh, Prey Touch, Robas Mongkol, Prek Chik, Prey Tralach          |
| 02-07 | Rotanak Mondol | រតនមណ្ឌល  | "Mandala précieux", du pali ratana : joyau et du sanskrit maṇḍala                                                   | Sdau, Andaeuk Haeb, Phlov Meas, Traeng                                                                                     |
| 02-08 | Sangkae        | សង្កែ      | "Arbre Combretum quadrangulaire, dont les feuilles séchées servent à rouler des cigarettes"                         | Anlong Vil, Norea, Ta Pon, Roka, Kampong Preah, Kampong Preang, Reang Kesei, Ou Dambang Muoy, Ou Dambang Pir, Voat Ta Muem |
| 02-09 | Samlaut        | សំឡូត      | "Pente douce" | Ta Taok, Kampong Lpou, Ou Samrel, Sung, Samlaut, Mean Cheay, Ta Sanh                                                       |
| 02-10 | Sampov Lun     | សំពៅលូន     | "Jonque qui glisse", le mot Sampov "jonque" en toponymie est souvent lié à des légendes                             | Sampou Lun, Angkor Ban, Ta Sda, Santepheap, Serei Maen Cheay, Chrey Sema                                                   |
| 02-11 | Phnum Proek    | ភ្នំព្រឹក    | "Colline du matin"                                                                                                  | Phnum Proek, Pech Chenda, Chakrei, Barang Thleak, Ou Rumduol                                                               |
| 02-12 | Kamrieng       | កំរៀង      | | Kamrieng, Boeng Reang, Ou Da, Trang, Ta Saen, Ta Krai                                                                      |
| 02-13 | Koas Krala     | កោះក្រឡ     | "Île quadrillée" | Thipakdei, Koas Krala, Hab, Preah Phos, Doun Ba, Chhnal Moan                                                               |
| Total | Total          | Total    | Total | 96 communes |

Concernant l’orientation politique de la province, comme partout ailleurs au Cambodge, le Parti du peuple cambodgien au pouvoir est en position hégémonique.
|                               | Total | Parti du peuple cambodgien | Parti Sam Rainsy | FUNCINPEC | Parti Norodom Ranariddh |
| ----------------------------- | ----- | -------------------------- | ---------------- | --------- | ----------------------- |
| Gouverneur                    | 1     | 1                          | 0                | 0         | 0                       |
| Députés (2008)                | 8     | 6                          | 2                | 0         | 0                       |
| Maires (2007)                 | 96    | 96                         | 0                | 0         | 0                       |
| 1er adjoints (2007)           | 96    | 77                         | 18               | 1         | 0                       |
| 2es adjoints (2007)           | 96    | 4                          | 73               | 14        | 5                       |
| Conseillers municipaux (2007) | 472   | 353                        | 117              | 1         | 1                       |

## Économie
Réputée comme le grenier à riz du Cambodge, la province a une économie fortement axée sur l’agriculture et plus particulièrement la riziculture. Lors de la saison des pluies de 2006, 2 440,14 km² de rizières avaient été cultivés et avaient produit 536 830,8 tonnes. Une fois prélevé la partie réservée aux semences, la consommation des habitants et de leur bétail ainsi que ce qui avait été perdu pendant la récolte, il restait quelque 300 000 tonnes pour la vente.
Une étude de 2004 du programme alimentaire mondial montre toutefois une forte disparité :
|                                   |                                                                                  | Province Battambang | Cambodge   |
| --------------------------------- | -------------------------------------------------------------------------------- | ------------------- | ---------- |
| Biens fonciers                    | Foyer rural ne possédant pas de terre à cultiver                                 | 20 %                | 15 %       |
| Biens fonciers                    | Foyer rural possédant moins d'un hectare                                         | 31 %                | 49 %       |
| Biens fonciers                    | Foyer rural possédant entre 1 et 3 hectares                                      | 32 %                | 30 %       |
| Biens fonciers                    | Foyer rural possédant plus de 3 hectares                                         | 17 %                | 6 %        |
| Biens fonciers                    | Superficie moyenne des exploitations agricoles (hectares)                        | 2,1                 | 1,2        |
| Riziculture                       | Riz produit/besoins                                                              | 195 %               | 126 %      |
| Riziculture                       | Communes dont la production de riz est excédentaire                              | 56 %                | 61 %       |
| Riziculture                       | Riz produit/besoins chez les petits exploitants (moins de 0,5 hectare)           | 82 %                | 66 %       |
| Pauvreté                          | Taux de foyers dans les deux plus faibles quintiles de la consommation nationale | 32 %                | 37 %       |
| Pauvreté                          | Taux de foyers sous le seuil de pauvreté                                         | 27 %                | 32 %       |
| Pauvreté                          | Seuil de pauvreté/revenu moyen                                                   | 53 %                | 49 %       |
| Biens de consommation             | Foyers rural ne possédant pas de terre à cultiver                                | 20 %                | 15 %       |
| Biens de consommation             | Superficie moyenne des exploitations agricoles (hectares)                        | 2,1                 | 1,2        |
| Biens de consommation             | Foyers possédant une maison en toit de chaume                                    | 38 %                | 34 %       |
| Biens de consommation             | Foyers ne possédant pas de bétail                                                | 64 %                | 49 %       |
| Biens de consommation             | Foyers ne possédant pas de cochon                                                | 78 %                | 54 %       |
| Biens de consommation             | Nombre de foyers par véhicule automobile                                         | 15                  | 39         |
| Biens de consommation             | Nombre de foyers par moto                                                        | 5,3                 | 5,4        |
| Biens de consommation             | Nombre de foyers par charrette à traction animale                                | 5,3                 | 4          |
| Emplois                           | Employés du secteur primaire (agriculture, mines, pêche...)                      | 55 %                | 61 %       |
| Emplois                           | Employés du secteur secondaire (industrie, construction...)                      | 8 %                 | 13 %       |
| Emplois                           | Employés du secteur tertiaire (services...)                                      | 37 %                | 26 %       |
| Emplois                           | Employés travaillant moins de 10 jours/mois                                      | 34 %                | 29 %       |
| Taux d'alphabétisation (> 15 ans) | Population totale                                                                | 74 %                | 67 %       |
| Taux d'alphabétisation (> 15 ans) | Femmes                                                                           | 68 %                | 60 %       |
| Accessibilité                     | Temps d'accès moyen au marché le plus proche                                     | 32 minutes          | 45 minutes |
| Accessibilité                     | Distance moyenne de la route carrossable la plus proche                          | 2,4 km              | 3,8 km     |
| Accessibilité                     | Temps d'accès moyen à la route carrossable la plus proche                        | 12 minutes          | 18 minutes |

Ces chiffres montrent que les foyers ruraux ont finalement un accès limité aux terres agricoles. Les faibles surfaces de certaines exploitations et d’autres facteurs limitent la productivité et la capacité de subsistance pour beaucoup de ménages. En 2004, 20 % des familles sont sans terre alors que 31 % possèdent moins d’un hectare, ce qui ne leur suffit à couvrir leurs besoins alimentaires. Le fort pourcentage de grosses exploitations témoigne de son côté de l’inégalité quant au partage de la terre.
Le riz est le seul produit pour lequel existent des études fiables qui comparent la production aux besoins alimentaires. Si, sans surprise, la balance de la province est largement excédentaire, on note quand même de fortes disparités. Ainsi, dans près de la moitié des communes (44 %) la production n’arrivent pas à couvrir les besoins alimentaires. La situation est la même dans les petites exploitations où les récoltes ne suffisent pas à assurer le minimum de subsistance.
D’autres cultures que le riz ont été plantées sur 98 342 hectares, dont 420 km2 de maïs, 400 de maïs rouges, 180 de manioc, 2,42 de patates douces et des quantités moins importantes de haricots verts et de piments. On trouve également 501,78 km² consacrés à l’agriculture industrielle d’arachides, de soja, de jute et de cannes à sucre. La province produit également des quantités notables d’ananas, de sésame, de pomélos, d’huile de palme et de safran. En plus de ses cultures, la plupart des habitants se livrent également à de petits élevages de bétail. Les stratégies mises en place par le ministère de l’agriculture, de la forêt et des pêches visent à encourager une application raisonnée de produits chimiques et à assurer une transition en douceur de l’utilisation traditionnelle de riz à croissance lente vers d’autres variétés à développement plus rapide.

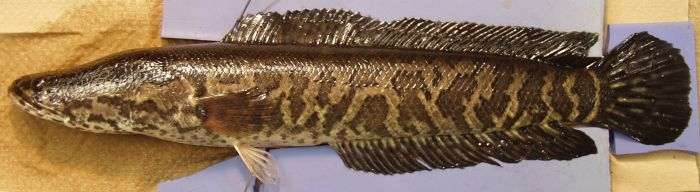
Channidae aussi appelé poisson à tête de serpent

La province de Battambang comprend aussi 12 lots de pêche et cette activité commerciale a produit plus de 7 000 tonnes en 2006, dont 990 ont été récoltées par des entreprises familiales. La région comprend 37 communautés de pêcheurs, chacune étant composée de plus de 300 membres. Durant la saison des pluies, les channidaes procurent un revenu non négligeable, surtout depuis ces dernières années où les mesures prises par le ministère de l’agriculture visant à limiter la pêche illégale ont commencé à porter leurs fruits et permis d’augmenter la population de manière significative.
La pauvreté quant à elle doit être ici considérée comme l’insuffisance de revenus (ou de biens) pouvant assurer une alimentation mais aussi un logement, l’habillement, la santé et l’éducation adéquats. Cette déficience de pouvoir d’achat peut être une cause importante de sous-alimentation et de pandémies chez les habitants. L’étude montre que 27 % des foyers sont sous le seuil de pauvreté et que 32 % font partie des deux quintiles les plus pauvres du pays. Ces ménages peinent à réunir de quoi s’acheter leur nourriture et couvrir d’autres besoins vitaux tels ceux de santé. Un autre indicateur de pauvreté est l’absence de certains biens de consommation qui pourraient générer un profit et permettre aux familles de couvrir leurs besoins.
L’emploi, aussi bien issu d’un travail salarié que sous la forme d’une entreprise créée peut être une rémunération appréciable. Toutefois, les informations sur le sujet manquent de fiabilité, car la plus grande partie des revenus provient de l’économie souterraine. Ce travail, outre les tâches saisonnières des champs mal payées, concerne surtout les microentreprises familiales et qui n’ont qu’un faible accès aux services bancaire et juridique. Ces petites sociétés ont des activités très diverses, qui vont de l’agriculture à l’exploitation de ressources naturelles, en passant par de petites industries, de l’artisanat ou des services. Le taux d’employés travaillant moins de 10 jours par mois est un bon indicateur de sous-emploi, qui engendre une précarité et de faibles salaires. Les taux d’alphabétisation, supérieurs à la moyenne nationale, permettent d’évaluer la possibilité d’accès à des emplois productifs et à de bons salaires.
Les indicateurs d’accessibilité (ici inférieurs aux moyennes nationales) aux marchés et au système routier donnent une estimation de la facilité à se procurer de la nourriture. Lorsque ces chiffres sont hauts, les populations tirent souvent de faibles revenus de leur production et doivent payer le prix fort pour acheter ce dont ils ont besoin.

## Démographie
Si le chiffre de  1 024 663 habitants recensés en 2008 semble conforme à la réalité, il est toutefois difficile d’estimer le taux de croissance ; la population de 793 129 dénombrée en 1998 ne tenaient pas compte des zones alors inaccessibles à cause des derniers soubresauts de la guerre civile.
On notera, comme pour le reste du pays une certaine disparité entre les résultats en centre urbain et en milieu rural.
|                              | Milieu rural        | Milieu rural        | Milieu urbain       | Milieu urbain       | Général | Général |
| Province                     | Pays                | Province            | Pays                | Province            | Pays    |         |
| ---------------------------- | ------------------- | ------------------- | ------------------- | ------------------- | ------- | ------- |
| Densité (habitants/km²)      | chiffres non connus | chiffres non connus | chiffres non connus | chiffres non connus | 88      | 75      |
| Répartition de la population | 82,40 %             | 80,47 %             | 17,60 %             | 19,53 %             | 100 %   | 100 %   |
| Ratio hommes/100 femmes      | 98,0                | 94,8                | 93,3                | 91,7                | 97,2    | 94,2    |
| Répartition des foyers       | 82,89 %             | 81,71 %             | 17,11 %             | 18,29 %             | 100 %   | 100 %   |
| Taille moyenne des foyers    | 4,8                 | 4,6                 | 4,9                 | 5,0                 | 4,8     | 4,7     |

Des statistiques plus complètes émanent du programme alimentaire mondial, mais datent de 2004 :
|                |                                                                                  | Province Battambang | Cambodge |
| -------------- | -------------------------------------------------------------------------------- | ------------------- | -------- |
| Âge            | Population de moins de 5 ans                                                     | 13 %                | 5,7 %    |
| Âge            | Ratio de dépendance (<15 ans & > 65 ans / entre 15 et 65 ans)                    | 76 %                | 74 %     |
| Mortalité      | Mortalité infantile (avant un an)                                                | 9,8 %               | 6,8 %    |
| Mortalité      | Mortalité infanto-juvénile (avant 5 ans)                                         | 12,7 %              | 8,6 %    |
| État sanitaire | Foyers disposant de toilettes                                                    | 29 %                | 19 %     |
| État sanitaire | Foyers disposant d'une source d'eau potable à moins de 150 mètres de leur maison | 45 %                | 66 %     |

Si une partie importante des habitants de la région a moins de 5 ans, on trouve aussi dans cette population un taux de mortalité inquiétant. Il est dû en grande partie à la pauvreté qui limite l’accès aux soins (voir le chapitre Économie) et à des conditions d’hygiène peu satisfaisantes. Ces conditions se reflètent notamment dans l’accès à des toilettes ou à une source d’eau potable. Une hygiène et des conditions sanitaires correctes peuvent limiter considérablement l’exposition et la gravité de la plupart des maladies infantiles. Les chiffres ci-dessus montrent qu’une forte proportion de la population sont exposés à de forts risques de maladies infectieuses telles les diarrhées et qui influencent de manière non négligeable la malnutrition et la mortalité infantile.

## À voir

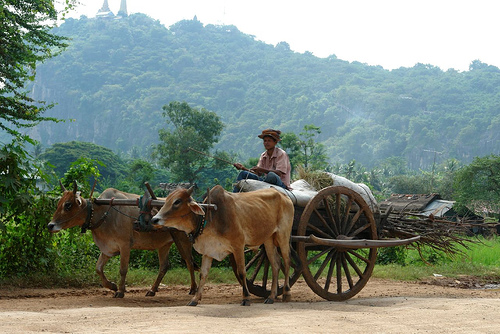
Char à bœufs dans la province de Battambang.

Battambang est l’une des 9 provinces concernée par la réserve de biosphère du Tonlé Sap dont le caractère remarquable a été reconnu par l’UNESCO en 1997. Ce lac permet de faire bénéficier la région de nombreux bienfaits de la nature. Même si les habitants ont eu à endurer de nombreuses difficultés dans un passé récent, la province a pu conserver de nombreux héritages culturels dont elle peut aujourd’hui faire profiter les touristes.
Les temples de Banon, Aek Phnom, Baset et Snœung ont tous été construits il y a près de mille ans. On pense aussi souvent à Battambang pour la richesse de ses ressources naturelles, avec notamment des stations comme Sek Sark, Pich Chanda, Cham long Kuiy, Koh Sne, Chro Lorng Bop Ta, Lor Ang Spean, les monts Sampov, Rom Say Wat Ek Phone Sak, Kdong, Takream, Andoeuk, Trungman, le  village flottant de Truug Tia, le parc à oiseaux de Bantay Sat et de nombreuses vieilles grottes. La province regorge également de vieilles demeures et pagodes ainsi que de stations restaurées telles celles des monts Tahok qui est prisée des visiteurs autant locaux qu’internationaux.
En fait, les autorités locales misent de plus en plus sur le tourisme pour lutter contre la pauvreté des habitants.

### Ville de Battambang
La capitale provinciale a su garder un certain charme. La plupart des bâtiments sont de style colonial ou traditionnel cambodgien. Peu d’immeubles dépassent les trois étages et les voitures cohabitent dans les rues avec les charrettes à traction animales. L’économie locale, surtout à caractère familial est basée sur le bois, les pierres précieuses et les cultures et cela se ressent sur le caractère de la ville.

### Plan d'eau de Kamping Puoy

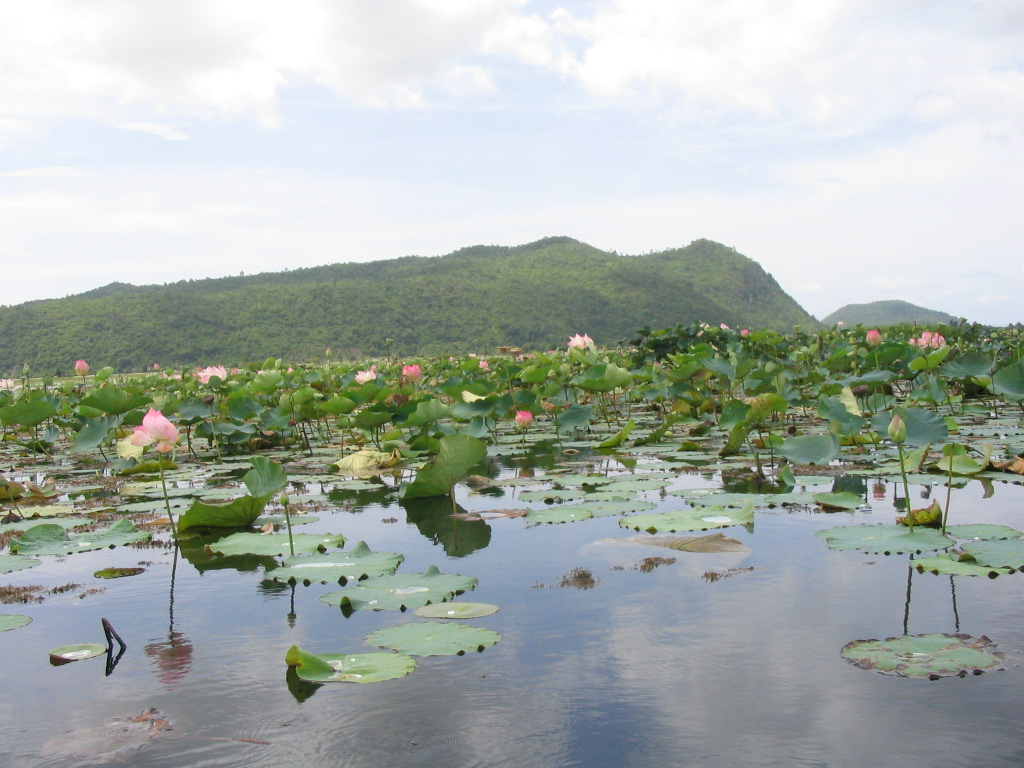
Vue sur le plan d'eau de Kamping Puoy.

Situé dans le village de Ta Nget (commune de Ta Kriem, district de Banon) à 35 kilomètres de Battambang, le site accueille un barrage gigantesque construit à la main entre les collines de Phnom Kul (parfois appelée Phnom Ta Nget) et Phnom Kamping Puoy du temps du régime khmers rouges.
Aujourd’hui, c’est aussi un lac de 1 900 mètres de large et 19 kilomètres de long, retenant quelque 110 000 000 m³ d’eau et où les Cambodgiens aiment à aller passer le weekend,.

### Zone de Samlaut
Samlaut est surtout connu pour avoir été un des derniers bastions khmers rouges et abrite aujourd’hui encore d’anciens partisans de Pol Pot retournés à la vie civile.
La zone de Samlaut, décrétée aire protégée en 1993 par le roi Norodom Sihanouk, comprend certaines des plus riches fermes du pays, mais aussi près de 330 km2 de forêt tropicale humide où cohabitent des tigres, des ours, des éléphants, de rares cervidés, des paons, des civettes, des léopards, des porcs-épics et d’autres espèces en danger de disparition. Aujourd’hui elle est classée en catégorie VI (Aire Protégée de ressources naturelles gérée) par l’UICN.
Pour limiter les problèmes de gestion auxquels est confrontée la zone, un accord de jumelage a été signé le 3 octobre 2006 avec le parc national de Sequoia et le parc national de Kings Canyon aux États-Unis afin de partager les expériences et les compétences.

### Le train de bambou

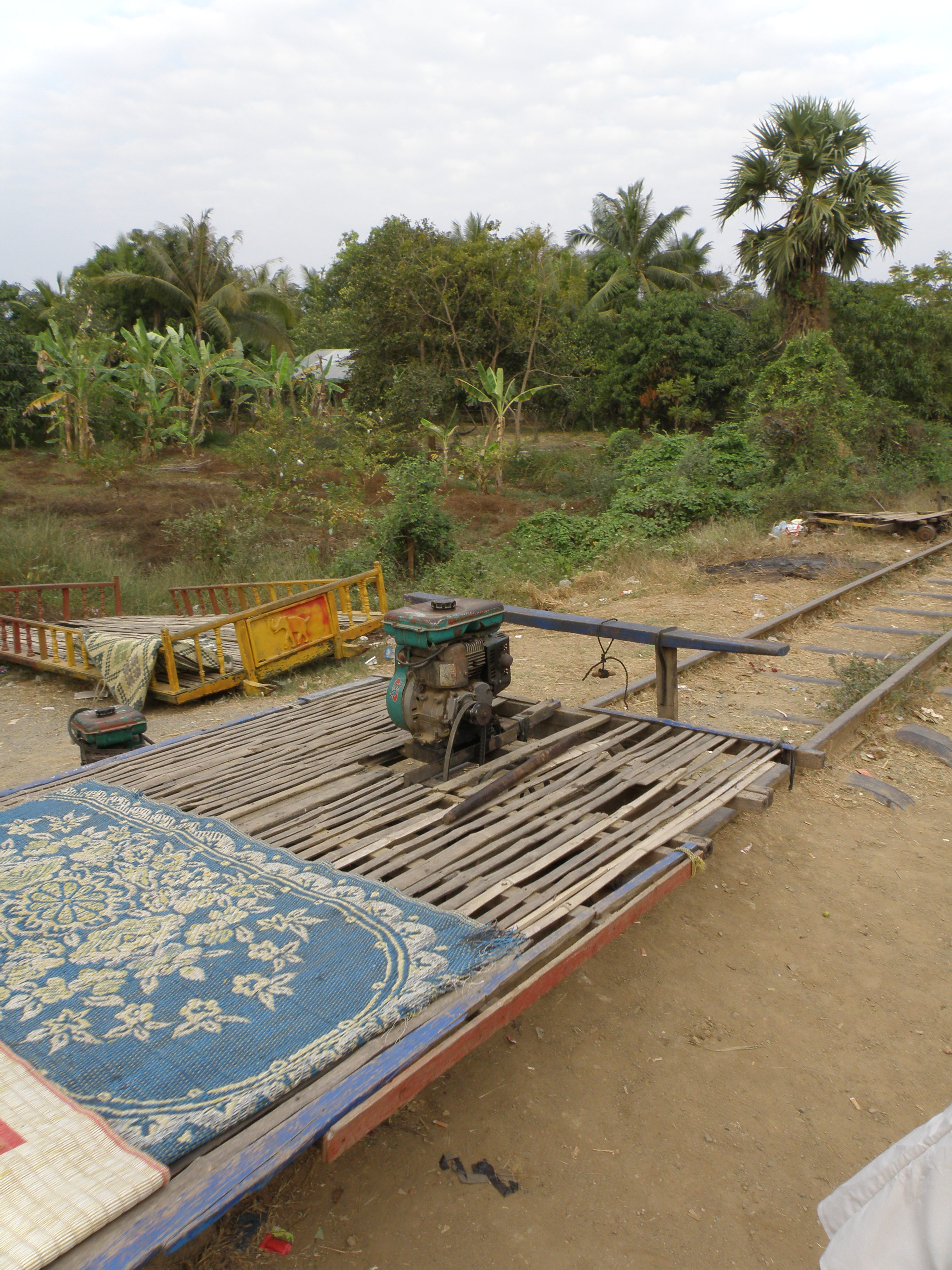
Un Norry prêt au départ.

Le train de bambou, ou Norry, est une forme originale de transport ferroviaire local (écartement métrique). Il s’agit d’un genre de draisine constituée d'une plate-forme de bambou (d’où le nom) d’environ 2,5 par 4 mètres, motorisée et qui chemine sur les voies ferrées.

### Wat Aek Phnom
Wat Aek Phnom est au départ un temple hindou dont la construction a débuté en 1027, sous le règne de Suryavarman Ier et qui consiste en plusieurs prasats reliés par une plateforme. Aujourd’hui, seules quelques sculptures sont encore en assez bon état. Une pagode plus récente a depuis été construite à côté des ruines du premier temple. Cette dernière est très prisée des habitants des villages alentour qui aiment à y organiser leurs festivités.
La fête de Chenh Vossa, qui marque la fin de la saison des pluies est ainsi réputée ; les villageois placent des bougies allumées sur des petits bateaux faits à la main et leur font descendre la rivière.

### Wat Banon

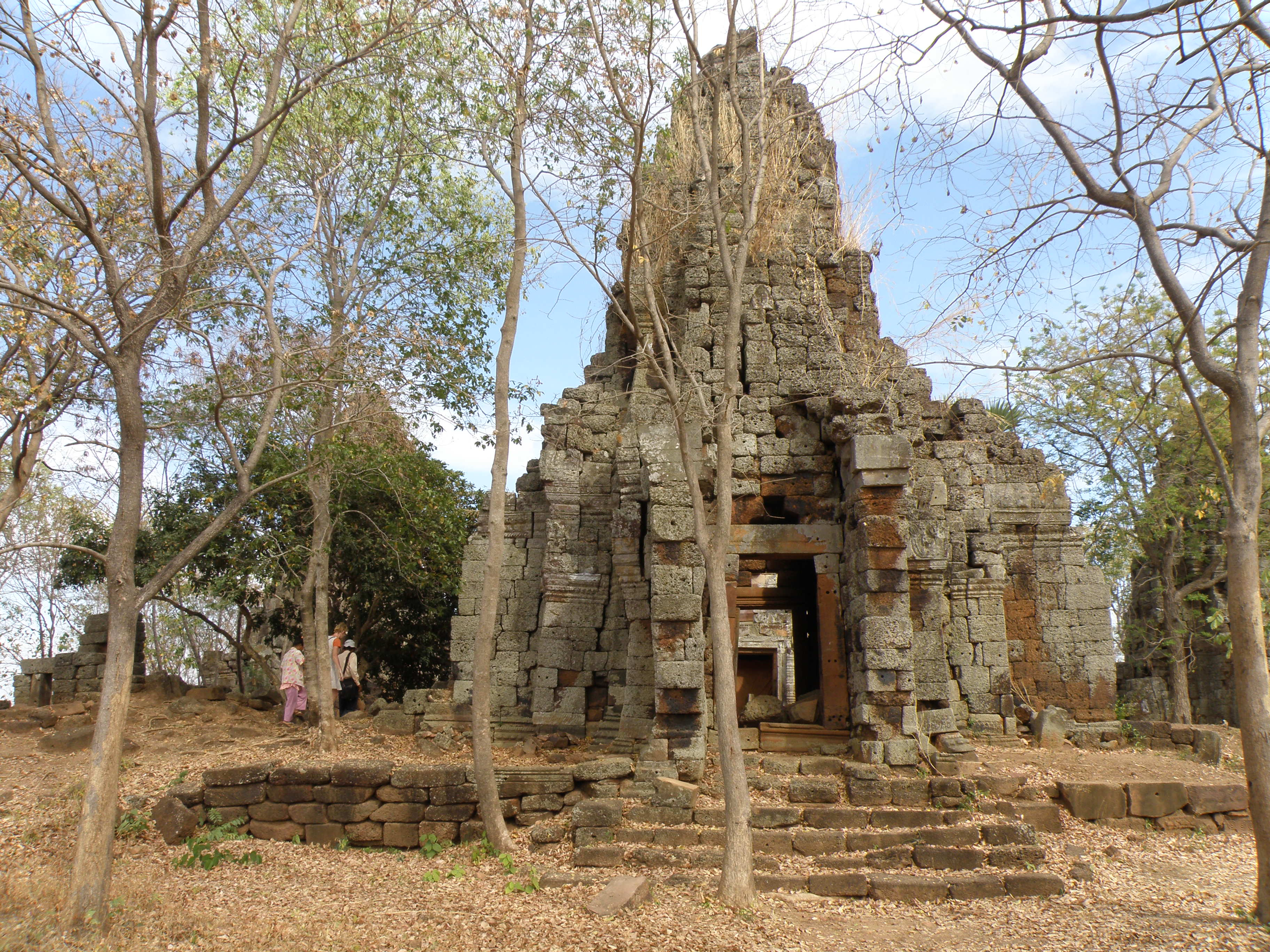
Une vue du Vat Banon.

Le Wat Banon est un petit temple khmer datant du XIe siècle.
Il est situé sur la commune de Kantueu Pir, à environ 20 kilomètres au sud de la ville de Battambang.
À proximité du Wat (temple) on peut aussi trouver le seul producteur de vin du Cambodge.

### Phnom Sampeou
Il s’agit d’une montagne située à une douzaine de kilomètres au sud-ouest de Battambang, haute d’une centaine de mètres, surmontée du Wat Sampeou  et creusée de 3 cavernes (Pkasla, Lakhaon et Aksopheak). Son nom signifie « Montagne du bateau ».

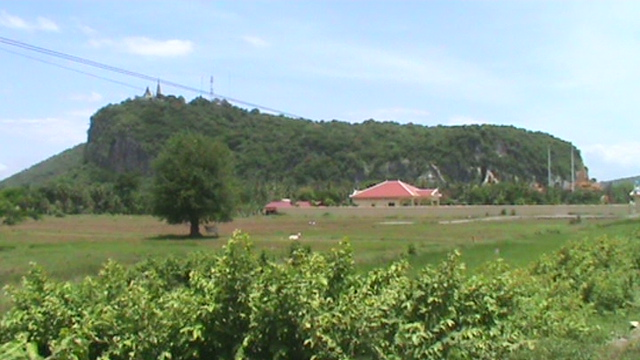
Vue du Phnom Sampeou.

Le nom de Phnom Sampeaou est connu de tous les Cambodgiens à cause de la légende de Rumsay Sok associée à cette colline. Cette légende prétend que cet affleurement rocheux est la coque d’un bateau détruit par un crocodile épris de la belle Rumsay Sok, mais dont l’amour n’était pas partagé. Le saurien attaqua Rumsay Sok et son fiancé alors qu’ils étaient en mer et les fit périr. Les villageois punirent le crocodile en asséchant la mer avec les cheveux de la défunte ; le corps du reptile forma le Phnom Krapeu (« montagne du crocodile ») que l’on peut voir depuis le somment de la colline.
Jusqu’en 1994, le site était l’objet d’âpres combats entre les forces gouvernementales et les rebelles khmers rouges réfugiés dans le Phnom Krapeu tout proche. Durant la nuit, les routes n’étaient pas sûres et ce jusqu’en 1997, lorsque les dernières troupes basées à Pailin et Samlaut furent défaites ou se rendirent.
À gauche de l’entrée du site, on remarquera un Bouddha monumental en cours de sculpture dans la montagne. Ce travail gigantesque, débuté en 2004, est censé durer 7 années.
En escaladant la montagne, au détour d’un sentier, il est possible de tomber sur un petit temple décati utilisé comme centre d’interrogatoire par les Khmers Rouges, de la même manière que S21 à Phnom Penh, mais à une échelle plus réduite. Plus loin, se trouvent les deux  l'aang teng kluan, sinistres grottes dans les puits desquelles on précipitait les victimes, économisant ainsi des munitions, après les avoir interrogées et torturées. Depuis 1993, les ossements sont conservés à l’intérieur d’une des cavernes, dans de vieilles cages rouillées formant un petit ossuaire. Avant cette date, ils étaient éparpillés dans les grottes et avaient commencé à disparaitre. Un bouddha couché orne le fond de la grotte.
Le temple au sommet de la colline ne présente pas de caractère exceptionnel, mais le point de vue à lui seul vaut le détour. Un autre bouddha couché orne une anfractuosité à mi-pente sur le versant nord de la colline.

### Zone de Watkor
Situé à 2 kilomètres au sud de la capitale provinciale, le long de la rivière Sangker, se trouvent les villages culturel, agricole et arboricole de la commune de Watkor.
Le village proprement dit de Watkor est dénommé « culturel » à cause du nombre impressionnant de charmantes petites maisons en bois, pour la plupart construites au début du XXe siècle. Nombre des arbres qui poussent autour de ces demeures ont plus de cent ans et sont aussi vieux que les habitations elles-mêmes. De Watkor, il est possible de se rendre en char à bœufs – le mode de transport traditionnel depuis des temps immémoriaux - jusqu’au village – agricole - voisin de Kompong Seyma. Après la saison des pluies, les fermiers y cultivent toutes sortes de légumes dans le lit de la rivière rendu fertile. Les rizières environnantes qui s’étendent à perte de vue rajoute un cachet particulier aux scènes de la vie courante de ces cultivateurs. La visite se terminera par le village – arboricole – de Ksach Pouy, réputé pour la variété des fruits exotiques qui y sont cultivés et où le choix va des oranges aux goyaves en passant par les ananas, les mangues et d’autres fruits peu connus.

## Religion
La province compte 307 pagodes bouddhistes, dont 13 consacrées à l’ordre Dhammayuttika Nikaya, et 5 169 bonzes ainsi qu’un nombre considérable de sanctuaires dédiés à d’autres religions. La plupart de ces temples sont décorés de sculptures traditionnelles khmères.
Les pagodes ne sont pas uniquement des lieux de culte, mais servent aussi de lieu d’étude pour les jeunes Cambodgiens. Il y a ainsi :
- 88 écoles bouddhistes comprenant 115 classes,
- 37 écoles primaires bouddhistes avec 45 classes,
- 4 établissements d’enseignement secondaire bouddhistes.

En 2006 une formation a été dispensée aux moines de 3 centres, alors que dans le même temps, plusieurs pagodes ont été rénovées, telles Vat Kampheang, Vat Somrong Knong, Vat Aek Phnom ou Vat Sampeou, ce qui a permis depuis de recevoir de nombreux visiteurs locaux et étrangers.
D’autres religions coexistent à côté du bouddhisme theravāda, notamment :
- Islam : 7 mosquées et 11 surav,
- 24 communautés chrétiennes,
- 1 église bahá’íe

## Éducation
En 2006, la province comprenait :
- 108 écoles maternelles qui accueillaient 5 396 élèves. 17,38 % des enfants de moins de 5 ans ne sont pas inscrits. Les raisons sont multiples et vont du manque de professeurs ou d’établissements, du fait que les écoles sont trop éloignées du domicile ou que les parents pauvres doivent travailler loin de chez eux et ramènent leur progéniture avec eux.
- 514 écoles primaires.
- 52 établissements secondaires de premier degré (11 à 15 ans) accueillant 28 586 élèves, dont 13 624 filles.
- 17 établissements secondaires supérieurs, formant 26 780 élèves dont 12 290 filles.
- 9 Instituts d’études supérieures.

Sur les 166 740 enfants en âge d’être scolarisés (dont 81 319 filles), 142 545 (dont 63 347 filles) fréquentent l’école.
Une étude de 2004 conduite par le programme alimentaire mondial estime que le taux d’alphabétisation est de 74 %, avec 68 % pour les femmes ; même s'il est relativement bas, il est plus élevé que la moyenne nationale (respectivement 67 et 60 %).

## Transports
La route nationale 5 entre Battambang à Phnom Penh a été rénovée et il faut maintenant compter environ 4 heures pour relier les deux villes.
Battambang possède un aéroport (code AITA : BBM). Toutefois, depuis la remise en état de la route menant à Phnom Penh, aucune destination n’est plus desservie.
La ville possède aussi une gare, mais les trains depuis Phnom Penh ne circulent plus depuis 2009. Un accord visant à rénover le réseau ferré a néanmoins été signé entre le gouvernement cambodgien et des sociétés privées. Il est prévu que les trains circulent à nouveau à partir de 2013.